# Аминопласты
Аминопласты (карбамидные пластики) — термореактивныe пластмассы на основе  аминосмол. Термин применяется как к самим пластмассам, так и к прекурсорам.

## Получение
Смолы для аминопластов получаются путём реакции мочевины, меламина или других аминосоединений с альдегидами (часто используется формальдегид).
Химическая промышленность производит аминопласты в форме пресспорошков (наполнители включают сульфитную целлюлозу, древесную муку, асбест, тальк), слоистых пластиков (наполнители включают листы бумаги и ткани), а также пенопластов (мипора).

## Свойства
Аминопласты устойчивы к воздействию света, слабых кислот и щелочей (изделия можно мыть тёплой водой с мылом), а также органических растворителей, в том числе спирта, бензина, ацетона, хлороформа.
Смолы-прекурсоры прозрачны, что позволяет изготавливать из аминопластов декоративные слоистые пластики для отделки мебели и помещений.
Пластмассы на основе меламино-формальдегидных смол более устойчивы к воздействию высоких температур и влаги, чем материалы на основе мочевино-формальдегидных смол.
Типичные характеристики изделий на основе пресспорошка мочевино-формальдегидной смолы с наполнителем из сульфитной целлюлозы:
- плотность 1400 кг/м3;
- прочность на растяжение 35—50 Мн/м2;
- прочность на изгиб 60—90 Мн/м2;
- теплостойкость по Мартенсу 100—120°С;
- водопоглощение 1—1,5 %;
- диэлектрическая проницаемость 5—7 (на частоте 50 Гц).

Характеристики слоистого пластика:
- плотность 1400 кг/м3;
- прочность на изгиб 100 Мн/м2;
- водопоглощение 4 %.

## Применение
Из аминопластов с применением пресспорошков изготовляют изделия массового потребления: корпуса электронных приборов, детали электрооборудования и осветительных приборов (абажуры, кнопки, штепсели, выключатели), галантерейные и канцелярские товары, предметы домашнего обихода, игрушки.